# Spodnje Slemene
Spodnje Slemene so naselje v Občini Šentjur.